# Александр (Нестерчук)
Архиепи́скоп Алекса́ндр (в миру Василий Константинович Нестерчук; 11 ноября 1950, село Ильимка, Овручский район, Житомирская область, УССР) — епископ Украинской православной церкви (Московского патриархата), архиепископ Городницкий, викарий Киевской митрополии.

## Биография
Родился 11 ноября 1950 года в селе Ильимка Овручского района Житомирской области.
С 1958 по 1968 год учился в Сорокопеньской средней школе.
В 1968 году был принят послушником в Одесский Свято-Успенский монастырь.
С 1971 по 1975 год учился в Одесской духовной семинарии, которую окончил по первому разряду.
27 сентября 1973 года митрополитом Одесским и Херсонским Сергием рукоположён в сан диакона в Свято-Успенском кафедральном соборе города Одессы.
1 сентября 1974 года рукоположён в сан священника тем же архиереем. С благословения митрополита Сергия был направлен в город Комсомольск Донецкой области для служения в Свято-Михайловском храме.
В 1975 году назначен настоятелем Свято-Вознесенского храма города Докучаевска Донецкой области.
В 1976 году принял монашеский постриг.
9 января 1979 года направлен в Свято-Георгиевский храм посёлка городского типа Городница Новоград-Волынского района Житомирской области.
В 1981 году возведён в сан игумена.
В 1986 году возведён в сан архимандрита.
Решением Священного Синода Украинской Православной Церкви от 11 ноября 2008 года избран епископом Городницким, викарием Киевской Митрополии.
15 ноября 2008 года состоялся чин наречения в епископа Городницкого, викария Киевской Митрополии. Чин наречения возглавил Предстоятель Украинской Православной Церкви митрополит Киевский и всея Украины Владимир. Его Блаженству сослужили: архиепископы Овручский и Коростенский Виссарион, Сарненский и Полесский Анатолий, Белоцерковский и Богуславский Митрофан; епископы Нежинский и Прилукский Ириней, Кременчугский и Лубенский Евлогий, Ивано-Франковский и Коломыйский Пантелеимон, Новокаховский и Бериславский Иоасаф, Переяслав-Хмельницкий Александр, Мукачевский и Ужгородский Феодор.
16 ноября 2008 года в Георгиевском соборном храме Городницкого мужского монастыря митрополит Киевский и всея Украины Владимир возглавил хиротонию архимандрита Александра (Нестерчука) во епископа Городницкого, викария Киевской митрополии. Его Блаженству помимо архиереев, участвовавших в наречении, также сослужили: архиепископы Ровенский и Острожский Варфоломей, Житомирский и Новоград-Волынский Гурий, Изюмский Онуфрий; епископы Владимир-Волынский и Ковельский Никодим, Шепетовский и Славутский Владимир, Александрийский и Светловодский Антоний.
24 марта 2012 года в Николаевском храме при резиденции предстоятеля Украинской православной церкви в Киево-Печерской лавре возведён в сан архиепископа

## Награды
- «знак отличия Предстоятеля Украинской Православной Церкви» (2013)[2]